# بدنام (فیلم ۱۳۵۰)
بدنام فیلمی به کارگردانی شاپور قریب و نویسندگی شاپور قریب و مسعود اسداللهی محصول سال ۱۳۵۰ است.

## خلاصه داستان
مرتضی (منوچهر وثوق) که از ازدواج با دختر عمویش طفره می‌رود، دل در گروی بدری (فروزان) که خودش را پرستار معرفی کرده، می‌بندد. این در حالی‌ست که عفت (آرزو غفاری) خواهر مرتضی از پسر عمویش باردار است و قصد خودکشی دارد. عمو (عباس ناظری) تنها شرط ازدواج عفت و پسرش را عروسی مرتضی با دخترش می‌داند. این در حالی‌ست که مرتضی حقیقت را دربارهٔ بدری نمی‌داند.

## بازیگران
- فروزان
- منوچهر وثوق
- عباس ناظری نیک
- طاهره غفاری
- مهری ودادیان
- روح‌الله مفیدی
- احمد هاشمی
- مهران صدری
- قوامی
- دانایی
- صادق بهرامی